# Flavi Gal
Flavi Gal (en llatí Flavius Gallus) era un militar romà del segle i.
Va ser tribú militar sota Marc Antoni durant la seva desafortunada campanya contra l'Imperi Part de l'any 36. Durant la retirada dels romans, Flavi Gal va fer un atac desesperat a l'enemic en el qual va perdre la vida, segons diu Plutarc.